# Вилла Трумэна

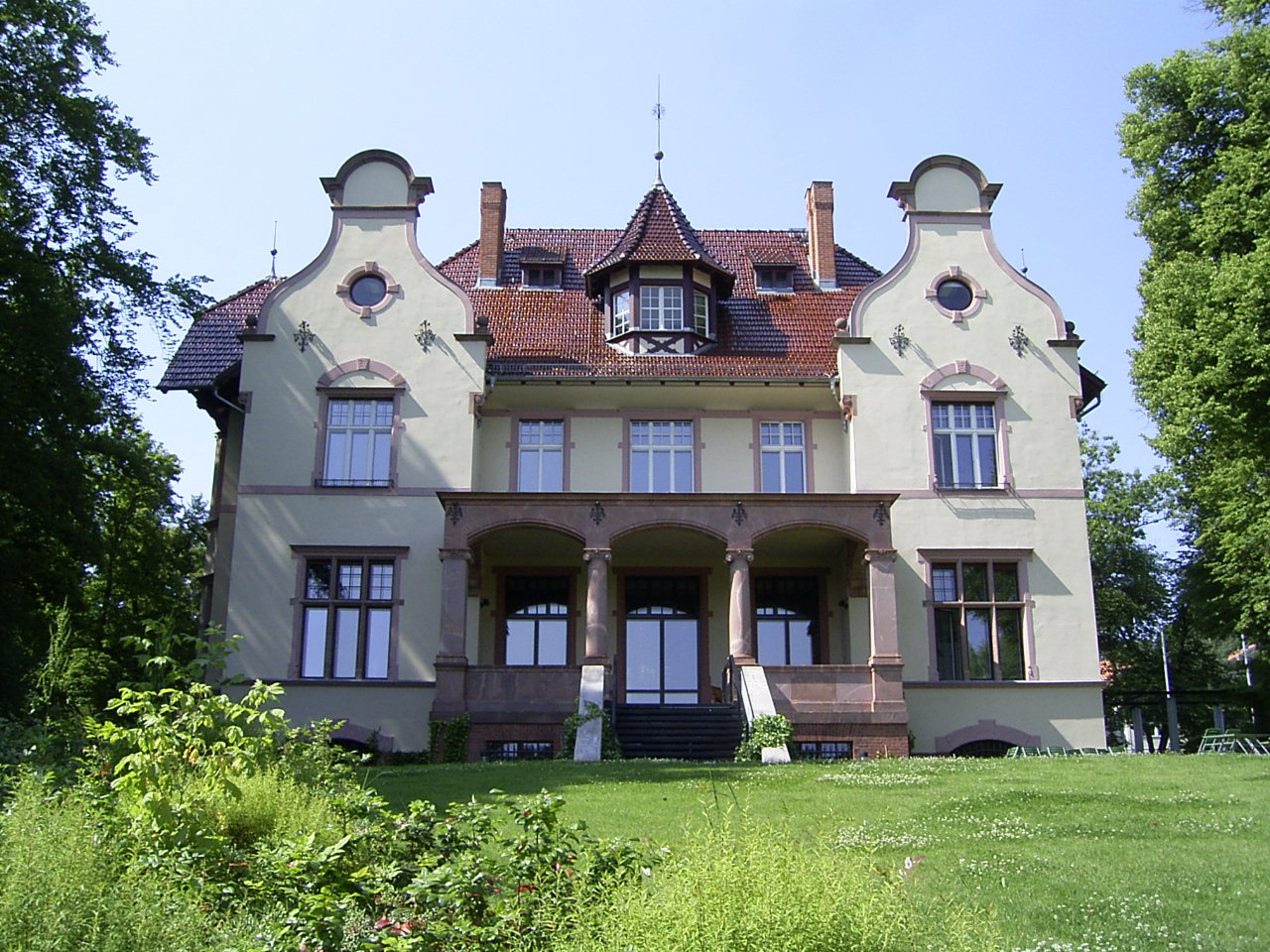
Вилла Трумэна

Вилла Трумэна (нем. Truman-Villa, ранее вилла Мюллер-Гроте — Villa Müller-Grote) — историческое здание в потсдамском районе Бабельсберг по улице Карл-Маркс-штрассе, 2.
Название «вилла Трумэна» здание получило после Потсдамской конференции 1945 года: с 15 июля 1945 года в течение 17 дней в здании проживали президент США Г. Трумэн, а также госсекретарь США Дж. Ф. Бирнс и советник президента США по обороне У. Д. Леги. Белый фасад здания обусловил ещё одно его прозвище — «Малый Белый дом». В этом здании президент Трумэн отдал приказ о бомбардировках Хиросимы и Нагасаки.

## История
Здание по проекту архитекторов Карла фон Гросхайма и Генриха Йозефа Кайзера было возведено в 1891 году в жилом посёлке Нойбабельсберг в качестве летней резиденции для Карла Мюллер-Гроте, владельца книгоиздательства «Гроте», издателя сочинений Теодора Фонтане. Дом стал местом встречи многих известных личностей, здесь регулярно бывал в гостях Эдвин Редслоб, имперский хранитель художественных ценностей в период Веймарской республики, в 1945 году ставший одним из сооснователей газеты Der Tagesspiegel.
Вскоре после подписания безоговорочной капитуляции вермахта 8 мая 1945 года здание было конфисковано советским командованием. В преддверии Потсдамской конференции его переоборудовали под размещение высокопоставленных гостей. Затем до апреля 1946 года на вилле Трумэна проживал главнокомандующий советских оккупационных войск и главноначальствующий в Советской зоне оккупации в Германии маршал Г. К. Жуков. В последующие годы в здании размещалась партийная школа СЕПГ, в 1961—1974 годах в нём работала средняя политехническая школа, а затем — мебельный склад.
В 1998 году вилла Трумэна была приобретена Фондом Фридриха Наумана под свою штаб-квартиру, в 1999—2001 годах была произведена реконструкция строения. До начала строительных работ здание получило значительные повреждения в результате поджога. В 2000 году к зданию виллы было пристроено современное офисное здание по проекту архитектора Дитхельма Хофмана. Фонд Наумана въехал в отремонтированный комплекс в 2001 году.